# Lycosa leucogastra
Lycosa leucogastra este o specie de păianjeni din genul Lycosa, familia Lycosidae, descrisă de Mello-leitao, 1944. Conform Catalogue of Life specia Lycosa leucogastra nu are subspecii cunoscute.